# Saison 1943-1944 de l'Associação Académica de Coimbra
Maillots
Dernière mise à jour : 11 juillet 2014.
Chronologie
Saison précédente Saison suivante
L'Académica remporte son seizième titre dans le championnat de l'AF Coimbra. Dixième saison des étudiants en championnat du Portugal de I Divisão dont il termine avant-dernier avec seulement 3 victoires.    
Severiano Correia est reconduit dans ses fonctions d'entraîneur.
Cette saison est la plus mauvaise depuis ses débuts au plus haut niveau du championnat portugais. Néanmoins cette saison est sauvée grâce au bon parcours réalisé en coupe où la Briosa est battu par le tenant du titre qu'est le Benfica Lisbonne.

## Effectif
Cette saison voit le départ d'un certain nombre de joueurs du club et notamment le celui du capitaine José Maria Antunes, cela sans aucune arrivée majeure. 

Effectif des joueurs de l'Académica de Coimbra lors de la saison 1943-1944.

## Les rencontres de la saison

### Campeonato de l'AF Coïmbra
Sans grande opposition l'Académica remporte son douzième titre d'affilée.
| Date | Journée | Adversaire          | Lieu | Score | Buteurs de l'AAC | Class. | Public |
| ---- | ------- | ------------------- | ---- | ----- | ---------------- | ------ | ------ |
| -    | -       | Anadia FC           | -    | -     | -                | -      | -      |
| -    | -       | Naval 1º de Maio    | -    | -     | -                | -      | -      |
| -    | -       | CF União de Coimbra | -    | -     | -                | -      | -      |
| -    | -       | Lusitãnia DC        | -    | -     | -                | -      | -      |
| -    | -       | SC Conimbricense    | -    | -     | -                | -      | -      |
| -    | -       | Anadia FC           | -    | -     | -                | -      | -      |
| -    | -       | Naval 1º de Maio    | -    | -     | -                | -      | -      |
| -    | -       | CF União de Coimbra | -    | -     | -                | -      | -      |
| -    | -       | Lusitãnia DC        | -    | -     | -                | -      | -      |
| -    | -       | SC Conimbricense    | -    | -     | -                | -      | -      |

Légende
Dom. = à domicile; Ext. = à l'extérieur; Class. = classement

### Campeonato Nacional da I Divisão
L'Académica subit six défaites d'affilée qui projettent le club au fin fond du classement. À la fin des matchs allés, l'Académica ne compte qu'une seule victoire à son actif, mais la Briosa ne perd pas espoir car les défaites concédées l'ont été de peu. Malheureusement les espoirs portés pour la seconde phase sont vite reportés. Les joueurs de Coimbra, subissent de larges défaites qui les empêchent de remonter au classement. 
| Date             | Journée | Adversaire        | Lieu | Score | Buteurs de l'AAC                                                                 | Class. | Public |
| ---------------- | ------- | ----------------- | ---- | ----- | -------------------------------------------------------------------------------- | ------ | ------ |
| 28 novembre 1943 | J01     | FC Porto          | Ext. | 3 - 2 | Lemos 7e, Nana 43e                                                               | 8e     | n.c.   |
| 5 décembre 1943  | J02     | Sporting CP       | Dom. | 3 - 4 | Lemos 8e, 46e, et 83e                                                            | 8e     | n.c.   |
| 12 décembre 1943 | J03     | SC Olhanense      | Dom. | 1 - 5 | António Maria 13e                                                                | 9e     | n.c.   |
| 19 décembre 1943 | J04     | SC Salgueiros     | Ext. | 3 - 1 | Nini 36e                                                                         | 10e    | n.c.   |
| 26 décembre 1943 | J14     | Atlético CP       | Dom. | 1 - 2 | Octaviano 38e                                                                    | 10e    | n.c.   |
| 2 janvier 1944   | J06     | SL Benfica        | Ext. | 2 - 1 | Micael 65e                                                                       | 10e    | n.c    |
| 9 janvier 1944   | J07     | Vitória Guimarães | Dom. | 3 - 2 | Lemos 9e et 47e, Micael 43e                                                      | 9e     | n.c.   |
| 16 janvier 1944  | J08     | Vitória Setúbal   | Ext. | 2 - 0 | -                                                                                | 10e    | n.c    |
| 23 janvier 1944  | J09     | Os Belenenses     | Dom. | 1 - 3 | Alberto Gomes 17e                                                                | 10e    | n.c    |
| 30 janvier 1944  | J10     | FC Porto          | Dom. | 1 - 3 | António Maria 75e                                                                | 10e    | n.c.   |
| 6 février 1944   | J11     | Sporting CP       | Ext. | 2 - 0 | -                                                                                | 10e    | n.c.   |
| 13 février 1944  | J12     | SC Olhanense      | Ext. | 8 - 2 | Alberto Gomes 20e, António Maria 30e                                             | 10e    | n.c.   |
| 19 février 1944  | J13     | SC Salgueiros     | Dom. | 9 - 4 | Lemos 21e, 56e et 86e, Nini 22e et 41e, Alberto Gomes 34e, 47e et 75e, Lomba 74e | 9e     | n.c.   |
| 27 février 1944  | J05     | Atlético CP       | Ext. | 8 - 0 | -                                                                                | 9e     | n.c.   |
| 5 mars 1944      | J15     | SL Benfica        | Dom. | 1 - 4 | Micael 57e                                                                       | 9e     | n.c    |
| 12 mars 1944     | J16     | Vitória Guimarães | Ext. | 1 - 5 | Micael 3e, 70e et 89e, António Maria 7e et 85e                                   | 8e     | n.c.   |
| 19 mars 1944     | J17     | Vitória Setúbal   | Dom. | 3 - 9 | Nini 77e, Micael 78e et 84e                                                      | 9e     | n.c    |
| 26 mars 1944     | J18     | Os Belenenses     | Ext. | 3 - 1 | Alberto Gomes 68e                                                                | 9e     | n.c    |

Légende
Dom. = à domicile; Ext. = à l'extérieur; Class. = classement

### Taça de Portugal
| Date          | Tour          | Adversaire      | Lieu | Score | Buteurs de l'AAC                                                              | Public |
| ------------- | ------------- | --------------- | ---- | ----- | ----------------------------------------------------------------------------- | ------ |
| 16 avril 1944 | 1/8e Aller    | SC Salgueiros   | Dom. | 6 - 2 | Alberto Gomes 6e, 75e et 83e, António Maria 16e, Octaviano 20e, et Micael 76e | n.c.   |
| 23 avril 1944 | 1/8e Retour   | SC Salgueiros   | Ext. | 1 - 7 | Nini 25e, 35e, 41e et 67e, Nana 40e, António Maria 53e, et Alberto Gomes 65e  | n.c.   |
| 30 avril 1944 | 1/4           | Vitória Setúbal | Dom. | 3 - 1 | Nana 54e et 90e, et Mário Reis 77e                                            | n.c.   |
| 7 mai 1944    | 1/4           | Vitória Setúbal | Ext. | 3 - 1 | Micael                                                                        | n.c.   |
| 10 mai 1944   | match d'appui | Vitória Setúbal | Dom. | 3 - 0 | Alberto Gomes 18e et 44e, et Nini 72e                                         | n.c.   |
| 14 mai 1944   | 1/2           | SL Benfica      | Ext. | 6 - 1 | Lemos                                                                         | n.c.   |
| 21 mai 1944   | 1/2           | SL Benfica      | Dom. | 1 - 1 | Micael                                                                        | n.c.   |

Légende
Dom. = à domicile; Ext. = à l'extérieur

## Statistiques

### Statistiques collectives
Ce tableau récapitule l'ensemble des statistiques des joueurs dans les différentes compétitions disputées lors de la saison 1943-44 (hors matches amicaux et championnat de l'AF Coimbra).
| Nat. | Nom           | Campeonato Nacional da I Divisão | Campeonato Nacional da I Divisão | Campeonato Nacional da I Divisão | Campeonato Nacional da I Divisão | Taça de Portugal | Taça de Portugal | Taça de Portugal | Taça de Portugal | Total | Total       | Total  | Total        |
| Nat. | Nom           | M.j.                             | But inscrit                      | Averti                           | Carton rouge                     | M.j.             | But inscrit      | Averti           | Carton rouge     | M.j.  | But inscrit | Averti | Carton rouge |
|      | António Maria | 18                               | 5                                | -                                | -                                | 7                | 2                | -                | -                | 25    | 7           | -      | -            |
|      | Octaviano     | 17                               | 1                                | -                                | -                                | 7                | 1                | -                | -                | 24    | 2           | -      | -            |
|      | Micael        | 16                               | 8                                | -                                | -                                | 7                | 3                | -                | -                | 23    | 11          | -      | -            |
|      | Oliveira      | 16                               | 0                                | -                                | -                                | 7                | 0                | -                | -                | 23    | 0           | -      | -            |
|      | Chico Lopes   | 15                               | 0                                | -                                | -                                | 7                | 0                | -                | -                | 22    | 0           | -      | -            |
|      | Alberto Gomes | 15                               | 6                                | -                                | -                                | 6                | 6                | -                | -                | 21    | 12          | -      | -            |
|      | Nini          | 12                               | 4                                | -                                | -                                | 7                | 5                | -                | -                | 19    | 9           | -      | -            |
|      | Mário Reis    | 12                               | 0                                | -                                | -                                | 6                | 1                | -                | -                | 18    | 1           | -      | -            |
|      | Acácio        | 11                               | 0                                | -                                | -                                | 7                | 0                | -                | -                | 18    | 0           | -      | -            |
|      | Lemos         | 11                               | 9                                | -                                | -                                | 5                | 1                | -                | -                | 16    | 10          | -      | -            |
|      | Lomba         | 9                                | 1                                | -                                | -                                | 4                | 0                | -                | -                | 13    | 1           | -      | -            |
|      | Faustino      | 9                                | 0                                | -                                | -                                | 4                | 0                | -                | -                | 13    | 0           | -      | -            |
|      | Nana          | 9                                | 1                                | -                                | -                                | 3                | 3                | -                | -                | 12    | 4           | -      | -            |
|      | Aristides     | 8                                | 0                                | -                                | -                                | 0                | 0                | -                | -                | 8     | 0           | -      | -            |
|      | Vasco         | 7                                | 0                                | -                                | -                                | 0                | 0                | -                | -                | 7     | 0           | -      | -            |
|      | Albino        | 5                                | 0                                | -                                | -                                | 0                | 0                | -                | -                | 5     | 0           | -      | -            |
|      | Luís Cunha    | 4                                | 0                                | -                                | -                                | 0                | 0                | -                | -                | 4     | 0           | -      | -            |
|      | Joaquim João  | 3                                | 0                                | -                                | -                                | 0                | 0                | -                | -                | 3     | 0           | -      | -            |
|      | Santiago      | 3                                | 0                                | -                                | -                                | 0                | 0                | -                | -                | 3     | 0           | -      | -            |
|      | Redondo       | 1                                | 0                                | -                                | -                                | 0                | 0                | -                | -                | 1     | 0           | -      | -            |

Légende
Nat. = nationalité; M.j. = match(s) joué(s)